# Boris Majer
Boris Majer, slovenski šolnik, filozof, politik, komunist in akademik, * 15. februar 1919, Col pri Vipavi, † 14. februar 2010, Ljubljana.

## Življenjepis
Na Filozofski fakulteti v Ljubljani je 1941 diplomiral, 1968 pa doktoriral. Med 2.svetovno vojno je sodeloval v NOB in bil v italijanskih taboriščih, po njej pa delal v založništvu (kot urednik in direktor Cankarjeve založbe) in  v šolstvu (1952-59 profesor filozofije na gimnaziji in učiteljišču v Ljubljani). Med letoma 1960 in 1973 je kot redni, nato pa kot pogodbeni predavatelj na Oddelku za filozofijo Filozofske fakultete v Ljubljani predaval didaktiko pouka filozofije, dialektični materializem in sodobno filozofijo. Po njegovi zaslugi se je ohranil študij filozofije v Ljubljani, ki mu je grozila ukinitev. Ustanovil je tudi oddelek za filozofijo na Inštitutu za sociologijo (1963, do njegove reorganizacije; 1965 je postal predsednik sveta tega inštituta). Leta 1972 je postal redni profesor, že naslenje leto (1973) pa predstojnik Marksističnega centra CK ZKS (do 1979).  Leta 1975 je postal izredni in 1981 tudi redni član Slovenske akademije znanosti in umetnosti (SAZU). 1977 je dal pobudo za ustanovitev Inštituta za marksistične študije pri SAZU (zdaj Filozofski inštutut ZRC SAZU), ki ga je v začetku tudi vodil. Po razdelitvi prej skupnega društva sociologov in filozofov je postal prvi predsednik Slovenskega filozofskega društva.
Ukvarjal se je z glavnimi tokovi evropske filozofije 19. in 20.stoletja (ki jih je z marksističnega stališča kritiziral, a jim v marsičem tudi pritrjeval, kakor je zapisal v Enciklopediji Slovenije Frane Jerman) in njihovim medsebojnim vplivom, z marskistično filozofijo, variantami neomarksizma, Marxovo teorijo odtujitve glede na različne politične sisteme. Pripravil je izbore tekstov "meščanskih" eksistencialističnih filozofov 20. stoletja (Heidegger, Sartre), jih deloma tudi prevedel in komentiral, že prej pa mdr. sodeloval pri prevajanju "marksistov" (Plehanov, Lenin, Stalin).
Bil je tudi politično aktiven: 1964-69 in spet od 1976 je bil član CK ZKJ; v letih 1974-76 in 1978-86 je bil član Predsedstva CK ZKS za področje za idejnoteoretično delo v ZKS, kulturo, znanost in izobraževanje (vodilni ideolog ZKS za Borisom Ziherlom) ter nazadnje še član predsedstva Socialistične republike Slovenije (1986-88). Kritično se je odzval na filozofsko-politične teze, objavljene v 57. številki Nove revije in v odgovor napisal "Razmišjanje o drugačnem socializmu". 
Leta 1969 je dobil nagrado Kidričevega sklada. 

## Dela
- Predmet in družbena funkcija filozofije: Del 2 (soavtor, 1966)
- Med znanostjo in metafiziko : razvoj koncepcij predmeta in funkcije filozofije v postheglovski meščanski filozofiji - s posebnim ozirom na eksistencializem in logični pozitivizem (disertacija, 1967)
- Med znanostjo in metafiziko (1968) (COBISS) ,
- Heidegger – mislec biti, uvodna študija (1967)
- Strukturalizem (1971 in 1978-2. dopolnjena izdaja)
- Marksovo pojmovanje materializma (1977)   Smisel in značaj Marxovega pojmovanja materializma = Sinn und Charakter der Marxschen Materialismusauffassung (1977)
- Osnove dialektičnega materializma (izbrana poglavja) (soavtor Boris Ziherl: Nastanek in razvoj dialektičnega materializma), 1976, 1978
- Umetnost in politika (1983)
- Temelji marksizma I, 1982 (srednješolski učbenik) [1986-3. dopolnjeni nat., 1988-5.natis]
- Filozofske teme (univerzitetni učbenik, soavtor), 1988
- Razmišljanje o drugačnem socializmu (1988),
- Marxism, Transcendence, and Spirituality (1993)

## Nagrade in odlikovanja
- medalja za hrabrost (1950)
- red zaslug za narod s srebrno zvezdo (1951)
- red dela z zlatim vencem (1965)
- red dela z rdečo zastavo (1975)
- red republike z zlatim vencem (1979)
- nagrada Sklada Borisa Kidriča (1969)